# ثابت ریدبرگ
ثابت ریدبرگ (به انگلیسی: Rydberg constant)، ثابتی مهم در فیزیک هسته‌ای است که از معادله زیر به دست می‌آید:
{\displaystyle R_{\infty }={\frac {m_{e}e^{4}}{(4\pi \epsilon _{0})^{2}\hbar ^{3}4\pi c}}={\frac {m_{e}e^{4}}{8\epsilon _{0}^{2}h^{3}c}}=1.0973731568525(73)\cdot 10^{7}\,\mathrm {m} ^{-1}}
که در آن:
{\displaystyle \hbar \ } فرم دیراک ثابت پلانک،
{\displaystyle m_{e}\ } جرم سکون الکترون،
{\displaystyle e\ } بار الکتریکی،
{\displaystyle c\ } سرعت نور در خلاء
{\displaystyle \epsilon _{0}\ } ثابت گذردهی خلاء است.

## توضیحات
ثابت ریدبرگ در فیزیک اتمی از اهمیت بالایی برخوردار است زیرا به ثابت‌های اتمی اساسی، یعنی e, h, c و me متصل است. ثابت را می‌توان با سطح بالایی از دقت به دست آورد. ثابت ریدبرگ اولین بار در سال ۱۸۹۰ زمانی که فیزیکدان سوئدی یوهانس ریدبرگ چندین طیف را تجزیه و تحلیل کرد، به وجود آمد. ریدبرگ دریافت که بسیاری از سری‌های خط Balmer را می‌توان با معادله:n = n0 - N0/(m + m’)۲ توضیح داد، که در آن m یک عدد طبیعی است، m’ و n0 نقص‌های کوانتومی مختص یک سری خاص هستند. N0 ثابت ریدبرگ است. ریدبرگ به عنوان یک واحد انرژی استفاده می‌شود. ثابت ریدبرگ با R∞ برای اتم‌های سنگین و RH برای هیدروژن نشان داده می‌شود. ثابت ابتدا به عنوان یک پارامتر برازش تجربی در فرمول ریدبرگ برای سری طیفی هیدروژن به وجود آمد. مقدار آن را می‌توان با توجه به مدل بور اتم از ثابت‌های اساسی تر محاسبه کرد. ثابت ریدبرگ برای بیان مقدار محدود بالاترین عدد موج از هر فوتونی که می‌تواند از اتم هیدروژن ساطع شود یا عدد موج فوتون کم انرژی که قادر به یونیزه کردن اتم هیدروژن از حالت پایه است استفاده می‌شود. مقدار CODATA برای ثابت Rydberg (1.097373156816(65) \times 10^7 m^{-1}) یا (2.1798723611035(12) \times 10^{-18} J) است. این یکی از دقیق‌ترین ثابت‌های فیزیکی تعیین شده است، با عدم قطعیت استاندارد نسبی زیر ۲ قسمت در 10^12. واحد انرژی ریدبرگ، نماد Ry، که مربوط به انرژی فوتونی است که عدد موج آن ثابت ریدبرگ است، یعنی انرژی یونیزاسیون اتم هیدروژن. ثابت ریدبرگ برای هیدروژن را می‌توان از جرم کاهش یافته الکترون محاسبه کرد و واحد انرژی ریدبرگ معادل ژول و الکترون ولت است.
ثابت ریدبرگ را می‌توان از شعاع الکترون و ثابت ساختار ظریف به‌دست‌آورد. معادله طول موج عرضی ثابت ریدبرگ را در قالب موج می‌دهد که بر اساس مراکز موج است و در محاسبات هیدروژن استفاده می‌شود. توضیح ثابت ریدبرگ وقتی یک الکترون موقعیت خود را از یک مدار اتمی به مدار دیگر تغییر می‌دهد، انرژی الکترون تغییر می‌کند. اگر الکترون از حالت انرژی بالاتر به حالت انرژی پایین‌تر تغییر کند، فوتون نور ایجاد می‌شود. اگر الکترون از حالت کم انرژی به حالت بالاتر برود، اتم یک فوتون نور را جذب می‌کند. اثر انگشت طیفی متمایز هر عنصر را مشخص می‌کند. R∞ یا RH نشان دهنده ثابت رایدبرگ است و عدد موجی است که با طیف اتمی هر عنصر مرتبط است. مقدار ثابت رایدبرگ بر حسب سانتی‌متر از ۱۰۹۶۷۸ سانتی‌متر-۱ تا ۱۰۹۷۳۷ سانتی‌متر-۱ متغیر است. اولین مقدار ثابت مقدار ثابت ریدبرگ برای هیدروژن و آخرین مقدار برای سنگین‌ترین عنصر است. مقدار ثابت رایدبرگ بر این واقعیت استوار است که هسته اتمی که نور ساطع می‌کند بسیار بزرگتر از تک الکترون در حال گردش است.